# 技監
技監（日语：／）是日本中央省廳、自治體與民間企業總管技術事項的職位。

## 實例

### 國土交通省
國土交通省的技監是土木行政職技官的次官級職位，與冠省名的審議官同為《國土交通省設置法》所規定的「特別職」。正式官名不冠上省名僅稱「技監」。然而在建設省時代，其職名是冠上省名的「建設技監」。
過去，技監都由舊建設省系的水管理、國土保全局（舊河川局）長或道路局長出任。2018年7月，舊運輸省出身的港灣局長菊地身智雄成為首位打破慣例的技監。
一般，事務次官由技監與建設省出身事務官、運輸省出身事務官三者交互出任。

#### 職務
技監負責統理國土交通省所掌事務的相關技術。（國土交通省設置法第5條第2項）

### 厚生勞動省
厚生勞動省的醫務技監於平成29年度新設，是持有醫師執照的醫系技官次官級職位，負責在醫療、衛生技術領域進行部局合作，以及以專業角度彙整國際衛生外交等重要政策。

#### 職務
醫務技監負責統理厚生勞動省所掌事務的相關技術（限於必須活用醫學知識時）。（厚生勞動省設置法第5條第3項）

### 特許廳
特許廳的特許技監（Deputy Commissioner of Japan Patent Office）是次於特許廳長官的第二號人物，為局長級幕僚職。特許技監是特許廳技官的頂點。

### 防衛裝備廳
防衛裝備廳的防衛技監與上述的特許技監類似，是次於防衛裝備廳長官（次官級職務）的第二號人物，為局長級幕僚職。不同於特許技監，防衛技監不一定是「防衛裝備廳技官的頂點」。

### 東京都
東京都的東京都技監設於東京都總務局，是技術職可出任的準副知事職位，也是包含事務職在內的一般職頂點，由於是唯一階級，職稱沒有職層名。與總務局長、政策企劃局長、財務局長等「重要條例局長」的薪俸同等。
東京都技監是技術職的局長級職位，常由都市整備局長、建設局長兼任。現在由建設局長兼任。
此外，都市整備局、福祉保健局、港灣局、水道局、下水道局也設有局長級的技監（水道局、下水道局的技監僅在局長為事務職時設立。）。

### 其他自治體
縣與市町村設有部長級、次長級（政令市為局長級）的幕僚職技監。部分自治體稱為「技幹」。
技監的領域涵蓋了土木、建築、醫師、農業、林業等領域。

### 民間企業
主要見於製造業大型企業中，職稱為技監或技術監査役。
是一般技術者的上位職位、相當於技術顧問與院士、製品技術判定員、專利審査員、或是擁有巨大成果的名譽職。
Template:厚生勞動省